# Wera Iwanowna Popkowa
Wera Iwanowna Popkowa (russisch Вера Ивановна Попкова, engl. Transkription Vera Popkova; * 2. April 1943 in Tscheljabinsk; † 29. September 2011 in Lemberg) war eine sowjetische Sprinterin.

## Karriere
Bei den Leichtathletik-Europameisterschaften 1966 in Budapest gewann sie jeweils Bronze über 200 m und in der 4-mal-100-Meter-Staffel. Über 100 m wurde sie Fünfte. 
1968 erreichte sie bei den Olympischen Spielen in Mexiko-Stadt über 200 m das Halbfinale. In der 4-mal-100-Meter-Staffel holte sie mit der sowjetischen Mannschaft die Bronzemedaille.
1971 siegte sie bei den Leichtathletik-Halleneuropameisterschaften über 400 m. Im selben Jahr gewann sie bei der 4-mal-400-Meter-Staffel der EM in Helsinki mit dem sowjetischen Team Bronze.
Sowjetische Meisterin wurde sie je zweimal über 100 m (1966, 1967) und 200 m (1965, 1966) und einmal über 400 m (1970). In der Halle errang sie den nationalen Titel 1966 über 300 m und 1971 über 200 m sowie über 400 m.

## Persönliche Bestzeiten
- 100 m: 11,3 s, 15. August 1968, Leninakan
- 200 m: 23,0 s, 28. September 1968, Mexiko-Stadt
- 400 m: 53,4 s, 2. August 1970, Bukarest